# 空 (アルバム)
『空』（そら）は、日本のミュージシャンである長渕剛の18枚目のオリジナルアルバムである。
2001年6月27日にフォーライフ・レコードからリリースされた。前作『SAMURAI』（1998年）よりおよそ2年8ヶ月ぶりにリリースされた作品であり、全作詞・作曲は長渕、プロデュースは長渕と瀬尾一三による共同プロデュースとなっている。
『Captain of the Ship』（1993年）以来となる日本国外でのレコーディングが行われ、長渕の日常を描いたドキュメンタリー性の高い曲が多く収録されている他、前年に死去した長渕の母を題材とした曲などが収録されている。音楽性としては穏やかな曲調のものが多くなっている。
先行シングルはなく、本作と同時リリースでシングル「空/SORA」をリリースした。
オリコンチャートでは最高位5位となった。

## 背景
前作『ACOUSTIC 俺の太陽』（1999年）を12月22日にリリース後、長渕は2000年5月10日、11日に大阪城ホール、5月16日、17日に日本武道館にてライブイベント「LIVE ONLY 2X2 -an unplugged-」を開催、その模様を収録したライブビデオ『LIVE ONLY 2×2 an unplugged』を同年7月26日にリリースした。
8月10日には「MOTHER」や「真っすぐな瞳のかあちゃん」など歌のテーマとしても登場していた長渕の母、長渕マス子が急性心不全により他界する（享年72）。
また、同年11月2日から6日にかけて、「長渕剛　第二回詩画展『赤鬼』」が東京銀座日動画廊にて開催された。このイベントではおよそ30000人を動員し、利益金の中から2,000万円を阪神・淡路大震災で親を失った子供達に寄付をした。
さらにこの時期に、幼少期より痩せ気味の体格にコンプレックスを感じていた長渕は、幼少期に憧れていたという重量挙げ選手の三宅義信、マラソンランナーのアベベ・ビキラ、俳優のブルース・リーの3名に影響され、また「長渕のライブはスゲエ!」と言わせたいとの信念から肉体改造への道を進む事となった。宮畑豊が会長を務めるトレーニングジム「サンプレイ」を訪れた長渕は、トレーニングに伴う苦痛を本当の意味では理解していなかったが、宮畑に対して「人は、次に生まれ変わったらと言いますが、俺は生きてるうちに生まれ変わりたい。本気です」と肉体改造したい旨を伝えると、宮畑は「できますよ。本気だったら」と答えたという。ジムの地下は「虎の穴」と呼ばれており、そこでは著名な力士やキックボクサーが必死の形相でトレーニングを行っており、長渕に対して口を開く者は誰もいなかった。長渕は宮畑に「虎の穴」へ行くためのトレーニングを懇願し、結果宮畑は長渕の自宅に赴き1対1でトレーニングをする事に応じた。
トレーニング開始から1ヶ月ほど経過した頃、長渕は全身に激痛を感じていた。それに対し宮畑は「君は生きてるうちに生まれ変わるって言ったじゃないか。だったら、その痛みは喜びです」と答え、笑ったという。長渕がトレーニングを開始した時点では体重は57キロ程度しかなかったが、そこから2年間の間に1日6食を食し、毎日トレーニングを行っていった結果、「虎の穴」に入る事ができた頃には体重は10キロ程度増量していたという。

## 音楽性
文芸雑誌『別冊カドカワ 総力特集 長渕剛』において音楽ライターの藤井徹貫は、「亡くなった母親を歌う『コオロギの唄』。確証はないが、幼い息子へのメッセージとも受け取れる『少年よ、君は強くなる』。自己嫌悪に陥っている『ごめん』。このドキュメンタリー性を等身大と言うべきか」、「母や少年を描く歌の中にも長渕自身がいる。『ごめん』には長渕以外の誰かがいる。『唄を忘れたカナリア』『すっからぴんのからっけつ』の中には、自分をハメた裏切り者の影がチラつく。『空/SORA』も対峙する何者かがいる。つまり、歌の中に自分を映し出す鏡がある」と述べている。
文芸雑誌『文藝別冊 長渕剛 民衆の怒りと祈りの歌』においてライターの五井健太郎は、「（『10年前の帽子』に関して）浮遊感のある曲調と具体的でありつつどこかとらえどころのないイメージがつづく歌詞によって、一度聴いたら忘れがたく、不思議と聴く者の胸をうつ名曲だ」、「『コオロギの唄』は、母の死のあとに起こった顛末を目に見える情景の描写をまじえてほとんど即物的な調子で描きながら、しかしその視点の選び方によって、これ以上ないひとつのレクイエムたりえている」、「曲調は比較的穏やかなものが多いが、情熱は失われていないことを確認しつつ、「花びらの色は～」と決然と歌いあげる『勇気の花』や、負けつづけの現状をありのままに、しかし力強く歌う『すっからぴんのからっけつ』など、長渕の闘う姿勢はまったく失われてはいない」と述べている。

## リリース
2001年6月27日にフォーライフ・レコードよりCDにてリリースされた。前作まではカセットテープでもリリースされていたが、本作以降はCDのみのリリースとなった。
同日にはシングルカットされた「空/SORA」もリリースしている。

## プロモーション
本作収録曲の内、シングルカットされた「空/SORA」のみPVが製作されている。
また、本作に関するテレビ出演は、2001年6月25日にフジテレビ系音楽番組『HEY!HEY!HEY! MUSIC CHAMP』（1994年 - 2012年）に出演、お笑いコンビのダウンタウンと3度目の共演を果たしトーク中にストレッチや筋力トレーニングを披露した上で「空/SORA」、「HOLD YOUR LAST CHANCE 2001」を演奏、6月30日にはフジテレビ系音楽番組『ミュージックフェア2001』（1964年 - ）に出演、「勇気の花」、「しゃぼん玉」、「東京青春朝焼物語」、「空/SORA」を演奏、7月16日にはフジテレビ系バラエティ番組『SMAP×SMAP』（1996年 - 2016年）に出演、SMAPと共に「巡恋歌」、「とんぼ」、「空/SORA」を演奏した。

## アートワーク
この曲のジャケット写真ではウェイトトレーニングにおいて鍛え上げられた長渕の肉体が披露されている。さらに、髪を金髪にし、現在長渕の持つ筋肉質のイメージがこの頃創り上げられた。『ACOUSTIC 俺の太陽』に続き、本作でもライナーノーツは採用されていない。

## ツアー
本作を受けてのコンサートツアーは「LIVE 2001 空/SORA」と題し、2001年9月30日の伊勢原市民文化会館を皮切りに、12月27日の沖縄コンベンションセンターまで21都市全27公演が行われた。さらに2002年には「LIVE 2002 空/SORA in ARENA TOUR」と題し、1月20日の名古屋レインボーホールを皮切りに、2月9日の日本武道館まで5都市全8公演が行われた。また、このライブツアーの模様を記録したライブビデオ『JAPAN TOUR LIVE 2001-2002 "空/SORA"』が2002年5月9日にリリースされた。 

## 批評
| 専門評論家によるレビュー             | 専門評論家によるレビュー |
| レビュー・スコア                     | レビュー・スコア         |
| 出典                                 | 評価                     |
| ------------------------------------ | ------------------------ |
| BARKS                                | 肯定的                   |
| CDジャーナル                         | 肯定的                   |
| 別冊カドカワ 総力特集 長渕剛         | 肯定的                   |
| 文藝別冊 長渕剛 民衆の怒りと祈りの歌 | 肯定的                   |

- 音楽情報サイト『BARKS』では、「約3年ぶりアルバムとのことでつい身構えて聴いてしまった。かくいう私の勝手な思い込みだが長渕の曲は生々し過ぎてヘビィで正座して聴かないといけないような気がしていて実際そうしてみたが、どうも違った。約8年ぶりのロサンゼルス収録による音の抜け方あたりの違いなどはあるが要因はそれではなく歌詞をみると叫ぶ長渕節は健在だが『ちきしょう!』の部分が歌だと叫びではなく“呟き“になっており、達観した者のような趣がある。深い。身を粉にして等身大の歌を作るシンガーソングライターであることに変わりはないが聴く側の心持ちひとつで全く違った聴こえ方になる」と肯定的な評価を下している[13]。

- 音楽情報サイト『CDジャーナル』では、「初夏にリリースされたこともあってか、エネルギッシュなパワーに満ち溢れた1枚で、原点に立ち返り"言葉=歌詞"がストレート伝わってくるソリッドな仕上がりに」と肯定的な評価を下している[14]。

- 文芸雑誌『別冊カドカワ 総力特集 長渕剛』において藤井は、「本作収録曲は等身大か否か。等身大だ。（中略）やみくもに事実や日記を歌う事ではない。自分を映す鏡がなけれならない」、「我が身を映すことで身の程を思い知る。それが等身大。我ら聴き手も、その鏡に己を映すのだ」と肯定的な評価を下している[8]。

- 文芸雑誌『文藝別冊 長渕剛 民衆の怒りと祈りの歌』において五井は、「ベスト盤に収録されるような目立つ曲こそ多くはないとはいえ、だからこそかえって、ソングライターとしての長渕の底力をかんじさせるものとなっている。その底力とはなにかといえば、たとえばそれは、かれの書く歌詞の描写のたくみさ、その絶対的な正確さだといえるだろう」、「入門編とはいえないかもしれないが、一曲一曲の質の高さから、ファンのあいだでは最高傑作に数えられもする充実の一枚」と肯定的な評価を下している[9]。

## チャート成績
オリコンチャートでは最高位5位、登場回数8回となり、売り上げ枚数は約23万枚となった。

## 収録曲

### 一覧
| 全作詞・作曲: 長渕剛。 |                                  |           |            |                                          |      |
| #                      | タイトル                         | 作詞      | 作曲・編曲 | 編曲                                     | 時間 |
| 1.                     | 「勇気の花」                     | 長渕剛    | 長渕剛     | 瀬尾一三、長渕剛                         | 5:53 |
| 2.                     | 「すっからぴんのからっけつ」     | 長渕剛    | 長渕剛     | 瀬尾一三、長渕剛                         | 5:49 |
| 3.                     | 「コオロギの唄」                 | 長渕剛    | 長渕剛     | 瀬尾一三、ジェフリー・C・J・ヴァンストン | 5:20 |
| 4.                     | 「空/SORA」                      | 長渕剛    | 長渕剛     | 瀬尾一三、長渕剛                         | 4:00 |
| 5.                     | 「くしゃみじゃなくてよかったよ」 | 長渕剛    | 長渕剛     | 長渕剛                                   | 2:07 |
| 6.                     | 「涙色の流れ星」                 | 長渕剛    | 長渕剛     | 長渕剛                                   | 3:58 |
| 7.                     | 「10年前の帽子」                 | 長渕剛    | 長渕剛     | 瀬尾一三、長渕剛                         | 4:28 |
| 8.                     | 「ごめん」                       | 長渕剛    | 長渕剛     | 瀬尾一三、長渕剛                         | 6:15 |
| 9.                     | 「パラシュート」                 | 長渕剛    | 長渕剛     | 瀬尾一三、長渕剛                         | 4:15 |
| 10.                    | 「唄を忘れたカナリア」           | 長渕剛    | 長渕剛     | 瀬尾一三、長渕剛                         | 4:21 |
| 11.                    | 「少年よ、君は強くなる」         | 長渕剛    | 長渕剛     | 長渕剛                                   | 6:47 |
| 合計時間:              | 合計時間:                        | 合計時間: | 53:13      |                                          |      |

### 曲解説
1. 勇気の花
3年後の桜島オールナイトコンサートでもオープニングを飾った曲。原曲はアコースティックな曲調だが、桜島ライブの時には原曲を踏襲しつつアグレッシブな曲調になっていた。
2. すっからぴんのからっけつ
3. コオロギの唄
認知症、そして長い闘病生活の果てに、長渕の母親が心不全により亡くなったのが、アルバムリリースの1年前である、2000年（平成12年）8月12日。家族旅行に訪れていたハワイから急遽帰国した長渕は、その臨終の瞬間に立ち会うことが出来た。それから4日後の8月16日の葬儀。心の籠もった葬儀を用意してくれた人達に対する感謝、そしてこれまで自分を産み育て、これから荼毘（だび）に付されようとする母親に対する感謝の気持を歌詞にしたためている。
4. 空/SORA
当アルバムと同時発売されたシングル曲（カップリング曲は『HOLD YOUR LAST CHANCE 2001』）。
SMAP×SMAPに出演の際、この曲でSMAPのメンバーと共演している。
5. くしゃみじゃなくてよかったよ
恋人の20歳の誕生日に欠伸をしてしまった男の懺悔と言い訳を歌った、長渕の曲の中では珍しいコミカルな曲。
6. 涙色の流れ星
7. 10年前の帽子
歌詞中に「富ヶ谷1丁目の先の雑貨屋」とあり、実際、富ヶ谷1丁目には雑貨屋が数件存在するが、どれを指しているものかは不明。
8. ごめん
9. パラシュート
10. 唄を忘れたカナリア
11. 少年よ、君は強くなる
上記2曲は「LIVE ONLY 2X2 -an unplugged-」にて先行で披露された。

## スタッフ・クレジット

### 参加ミュージシャン
- ケニー・アロノフ（英語版） - ドラムス（1,2,4,7,8,10曲目）、シェイカー（8曲目）、コンガ（11曲目）
- ジョン・ピアス - エレクトリックベース（1,2,4,7,8,10,11曲目）
- 長渕剛 - アコースティック・ギター（1,2,4,5,6,7,10,11曲目）、ブルース・ハープ（1,5,8曲目）
- ティム・ピアス（英語版） - アコースティック・ギター（5曲目）、エレクトリックギター（1,2,4,8,10,11曲目）、フラットマンドリン（10曲目）
- 笛吹利明 - アコースティック・ギター（6曲目）
- ワディ・ワクテル - エレクトリックギター（7曲目）
- ジョン・ギルティン - アコースティックピアノ（1,2,8曲目）、シンセサイザー（11曲目）
- ジェフリー・C・J・ヴァンストン（英語版） - シンセサイザー（3,5,8,9曲目）
- 瀬尾一三 - シンセサイザー（3,11曲目）、バック・トラックス・プログラミング（9曲目）
- キム・ブラード - B-3（4曲目）
- マリ－ナ・ジーター - バックアップボーカル（9曲目）
- ヴァレリー・デービス - バックアップボーカル（9曲目）
- シャーロッツ・ギブソン - バックアップボーカル（9曲目）
- 佐藤朋生 - バック・トラックス・プログラミング（9曲目）

### スタッフ
- 瀬尾一三 - プロデュース
- 長渕剛 - プロデュース
- ブライアン・シューブル - レコーディング・エンジニア、ミキシング・エンジニア
- 加藤謙吾 (Z's) - 追加エンジニア
- アラン・サンダーソン（英語版）（セロスタジオ） - アシスタント・エンジニア
- アンソニー・キルホファー（英語版）（レコード・プラント・スタジオ） - アシスタント・エンジニア
- デイヴ・アシュトン（レコード・プラント・スタジオ） - アシスタント・エンジニア
- ボビー・ハタ - マスタリング・エンジニア
- 大野隆（ユイ音楽工房） - アーティスト・マネージャー
- 笹川章光 (Yeep) - エキップメント・テクニシャン
- 佐藤朋生 (Flying Tapirus) - 瀬尾一三アシスタント
- しのはらこう (L.P.G. L.A.) - プロダクション・マネージメント
- なかむらしょう - プロダクション・マネージメント
- 横田利夫（フォーライフ・レコード） - アーティスト・プロモーター
- 池田雅彦（フォーライフ・レコード） - A&Rディレクター
- 荒井博文 (Gil Produce) - アート・ディレクション、デザイン
- 大川奘一郎' - 写真撮影
- 茅野裕樹 - 写真撮影
- 渋谷高行（ユイ音楽工房） - スーパーバイザー
- 後藤由多加（ユイ音楽工房&フォーライフ・レコード） - エグゼクティブ・プロデューサー
- 緑健児（極真会館） - スペシャル・サンクス
- 柏木信弘（極真会館） - スペシャル・サンクス
- 重田光康（芦原会館） - スペシャル・サンクス
- JOHN LUIZ - スペシャル・サンクス
- 24フィットネスジム - スペシャル・サンクス
- セロスタジオスタッフ - スペシャル・サンクス
- レコード・プラント・スタジオスタッフ - スペシャル・サンクス
- NAGABUCHI TSUYOSHI CLUB - スペシャル・サンクス